# Marcilly-sur-Eure
Pour les articles homonymes, voir Marcilly.

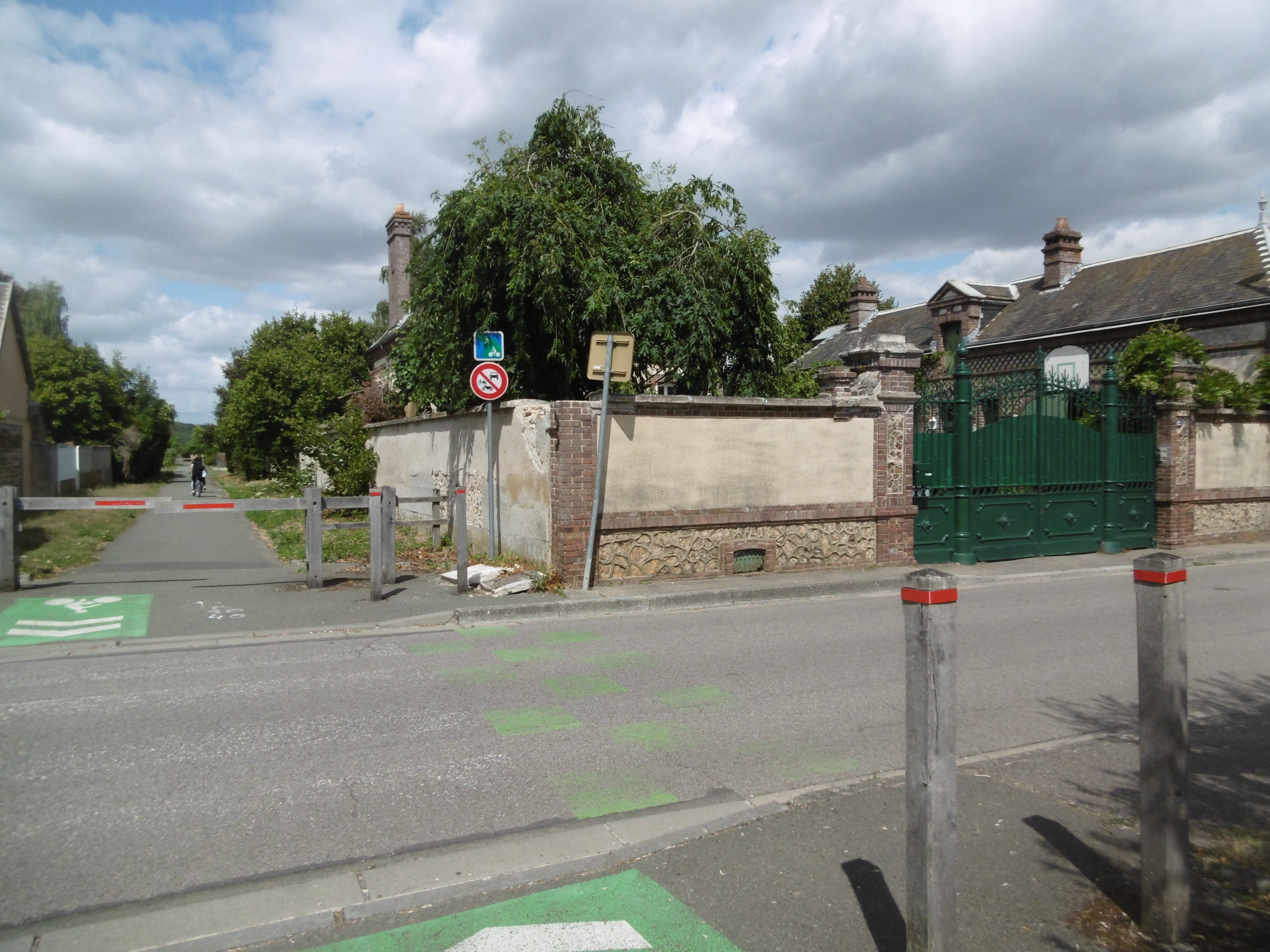
Voie verte de Marcily sur Eure reliens par l'ancienne voie de chemins de fer transformé en grand sentier de rendonné pedestre d' Evreux au Neumbourg dans le département de l'Eure en France

Marcilly-sur-Eure est une commune française située dans le département de l'Eure, en région Normandie.

## Géographie

### Localisation
Comme son nom l'indique, Marcilly se situe à proximité de l'Eure. Elle est à la croisée des routes de Dreux à Saint-André-de-l'Eure et de Houdan à Damville par la forêt de Dreux.
Marcilly est normande mais sa situation est particulière, aussi bien du point de vue administratif que géographique. Elle se trouve aux confins des départements de l'Eure, d'Eure-et-Loir et des Yvelines, qui appartiennent à trois régions administratives distinctes : la Normandie, le Centre-Val de Loire et l'Île-de-France.
Les plaies des anciennes ballastières se sont cicatrisées et sont devenues des pièces d'eau poissonneuses privées ou de loisirs.
| Lignerolles      | Saint-Laurent-des-Bois     | Croth                        |
| Illiers-l'Évêque | Marcilly-sur-Eure          | Sorel-Moussel (Eure-et-Loir) |
| Courdemanche     | Louye, Saint-Georges-Motel | Abondant (Eure-et-Loir)      |

### Hydrographie
La commune est située dans le bassin Seine-Normandie. Elle est drainée par l'Eure, la Coudanne, des bras de l'Eure, le Couesnon et divers autres petits cours d'eau,.le ruisseau des Ourmes
L'Eure, un canal, chenal et cours d'eau naturel non navigable d'une longueur de 229 km, prend sa source dans la commune de Longny les Villages et se jette  dans la Seine à Saint-Pierre-lès-Elbeuf, après avoir traversé 91 communes.Les caractéristiques hydrologiques de l'Eure sont données par la station hydrologique située sur la commune de Saint-Georges-Motel. Le débit moyen mensuel est de 13,7 m3/s. Le débit moyen journalier maximum est de 74,6 m3/s, atteint lors de la crue du 6 janvier 2001. Le débit instantané maximal est quant à lui de 83,7 m3/s, atteint le 27 décembre 1999.
La Coudanne, d'une longueur de 22 km, prend sa source dans la commune de Moisville et se jette  dans l'Avre à Saint-Georges-Motel, après avoir traversé huit communes.

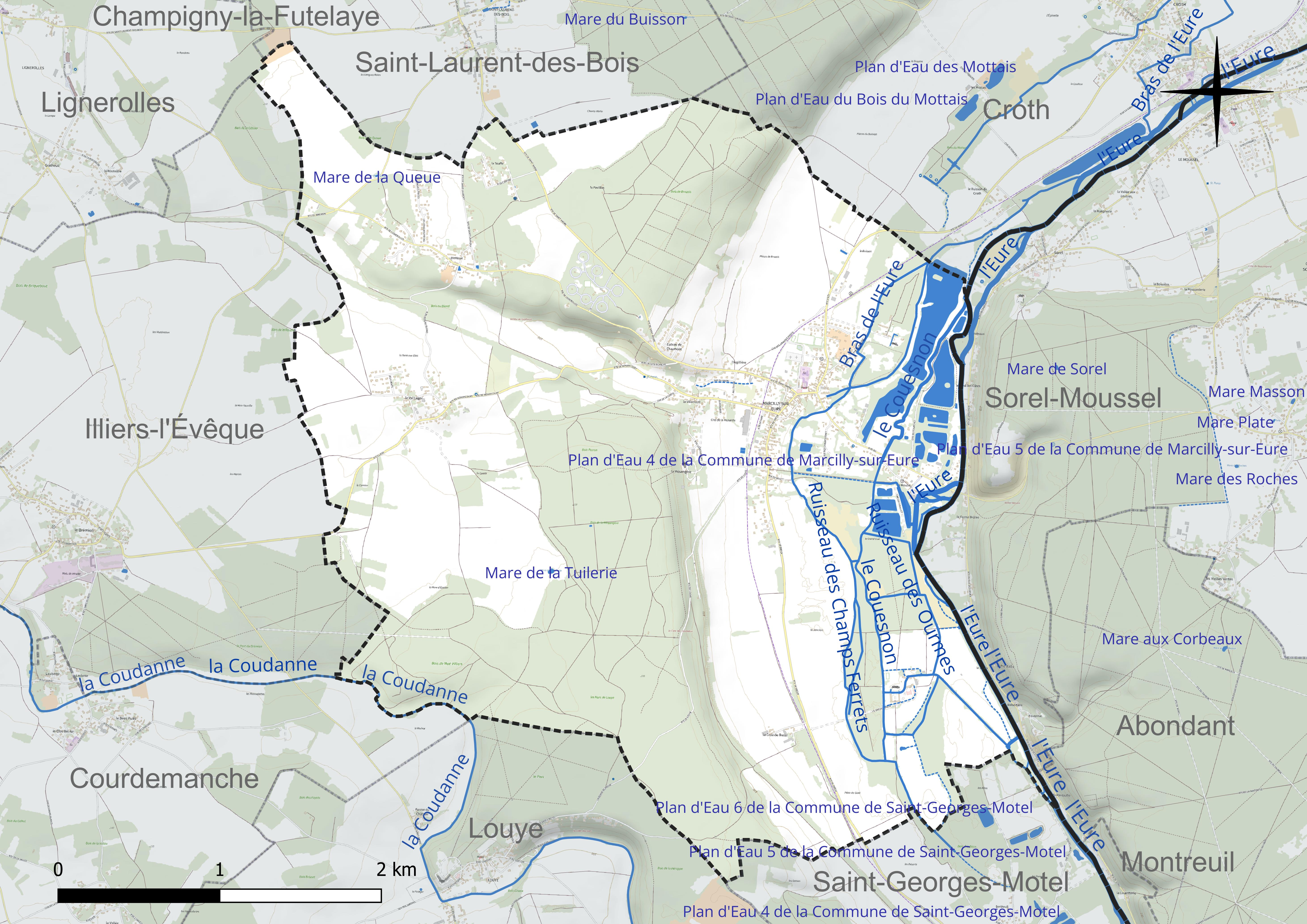
Réseau hydrographique de Marcilly-sur-Eure.

Divers plans d'eau complètent le réseau hydrographique : la mare de la Queue (0 ha), la mare de la Tuilerie (0,1 ha), le plan d'eau 1 de la commune de Marcilly-sur-Eure (2,1 ha), le plan d'eau 2 de la commune de Marcilly-sur-Eure (0,9 ha), le plan d'eau 3 de la commune de Marcilly-sur-Eure (0,4 ha), le plan d'eau 4 de la commune de Marcilly-sur-Eure (0,7 ha), le plan d'eau 5 de la commune de Marcilly-sur-Eure (1,2 ha), le plan d'eau 6 de la commune de Marcilly-sur-Eure (1,6 ha), le plan d'eau 7 de la commune de Marcilly-sur-Eure (3,7 ha), le plan d'eau 8 de la commune de Marcilly-sur-Eure (4,7 ha), l'étang de la Cour Jacques, d'une superficie totale de 11,5 ha (10,7 ha sur la commune) et l'étang du Chat Botté (0,4 ha),.

### Climat
Pour des articles plus généraux, voir Climat de la Normandie et Climat de l'Eure.
En 2010, le climat de la commune est de type climat océanique dégradé des plaines du Centre et du Nord, selon une étude du CNRS s'appuyant sur une série de données couvrant la période 1971-2000. En 2020, Météo-France publie une typologie des climats de la France métropolitaine dans laquelle la commune est exposée à un climat océanique et est dans la région climatique  Sud-ouest du bassin Parisien, caractérisée par une faible pluviométrie, notamment au printemps (120 à 150 mm) et un hiver froid (3,5 °C). Parallèlement le GIEC normand, un groupe régional d’experts sur le climat, différencie quant à lui, dans une étude de 2020, trois grands types de climats pour la région Normandie, nuancés à une échelle plus fine par les facteurs géographiques locaux. La commune est, selon ce zonage, exposée à un « climat des plateaux abrités », correspondant aux plaines agricoles de l’Eure, avec une pluviométrie beaucoup plus faible que dans la plaine de Caen en raison du double effet d’abri provoqué par les collines du Bocage normand et par celles qui s’étendent sur un axe du Pays d'Auge au Perche.
Pour la période 1971-2000, la température annuelle moyenne est de 10,8 °C, avec  une amplitude thermique annuelle de 14,4 °C. Le cumul annuel moyen de précipitations est de 605 mm, avec 10,5 jours de précipitations en janvier et 7,9 jours en juillet. Pour la période 1991-2020, la température moyenne annuelle observée sur la station météorologique la plus proche, située sur la commune de Bû à 11 km à vol d'oiseau, est de 11,4 °C et le cumul annuel moyen de précipitations est de 633,2 mm,. Pour l'avenir, les paramètres climatiques de la commune estimés pour 2050 selon différents scénarios d’émission de gaz à effet de serre sont consultables sur un site dédié publié par Météo-France en novembre 2022.

## Urbanisme

### Typologie
Au 1er janvier 2024, Marcilly-sur-Eure est catégorisée commune rurale à habitat dispersé, selon la nouvelle grille communale de densité à 7 niveaux définie par l'Insee en 2022.
Elle appartient à l'unité urbaine d'Ézy-sur-Eure, une agglomération inter-régionale dont elle est une commune de la banlieue,. Par ailleurs la commune fait partie de l'aire d'attraction de Paris, dont elle est une commune de la couronne,. 

### Occupation des sols
L'occupation des sols de la commune, telle qu'elle ressort de la base de données européenne d’occupation biophysique des sols Corine Land Cover (CLC), est marquée par l'importance des territoires agricoles (46,6 % en 2018), en diminution par rapport à 1990 (51,8 %). La répartition détaillée en 2018 est la suivante : 
forêts (42,1 %), terres arables (36,5 %), zones urbanisées (8,8 %), zones agricoles hétérogènes (7,3 %), prairies (2,8 %), eaux continentales (2,5 %). L'évolution de l’occupation des sols de la commune et de ses infrastructures peut être observée sur les différentes représentations cartographiques du territoire : la carte de Cassini (XVIIIe siècle), la carte d'état-major (1820-1866) et les cartes ou photos aériennes de l'IGN pour la période actuelle (1950 à aujourd'hui).

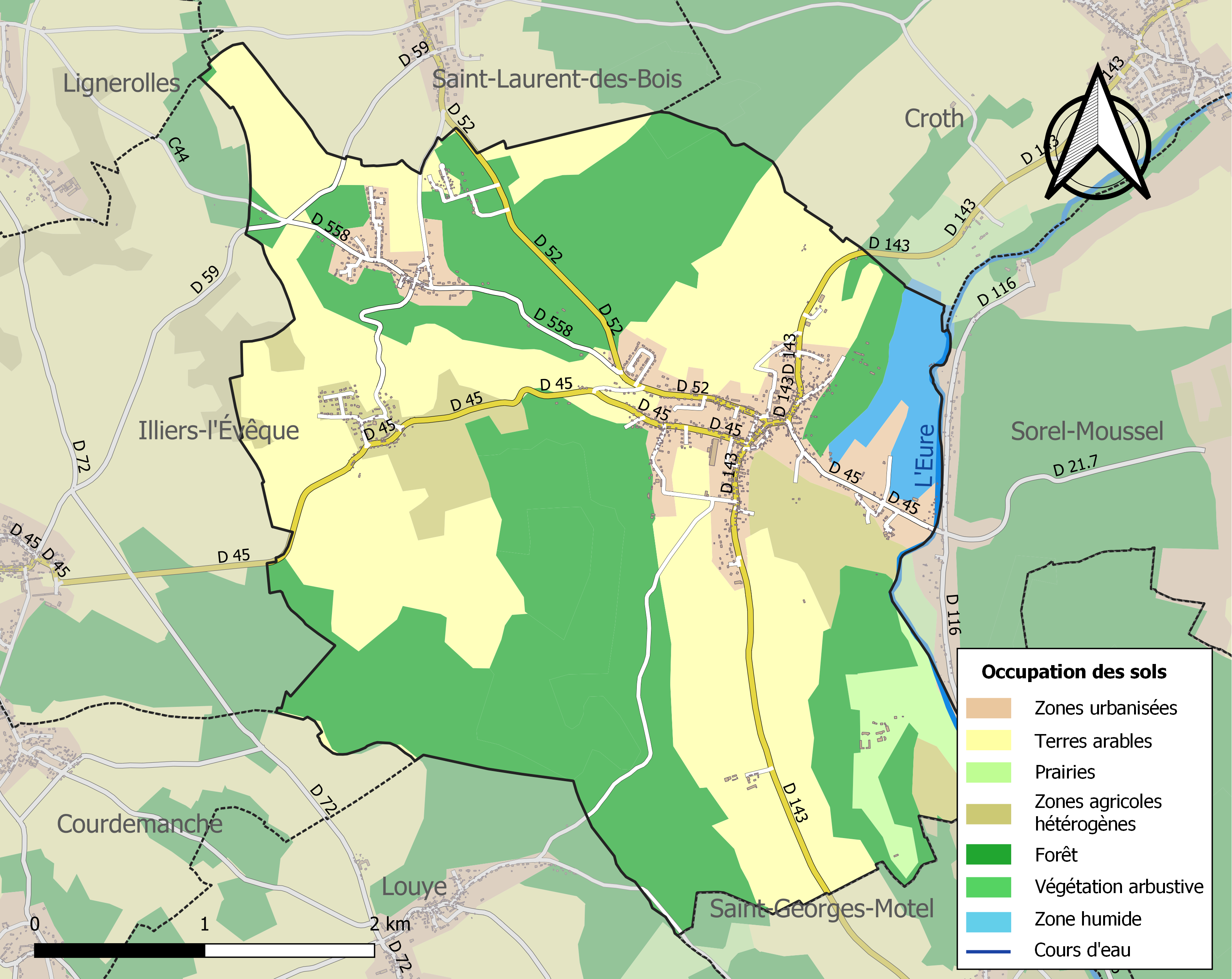
Carte des infrastructures et de l'occupation des sols de la commune en 2018 (CLC).

## Toponymie
Marcilly-sur-Eure est attesté sous la forme Marcilleium au XIIe siècle, Marsilhe sur Eure en 1316 (archives de N.-D.-du-Parc), Marsille-sur-Eure en 1356.
L'Eure traverse la commune.

## Histoire
Vers 1137, Guillaume de Marcilly et son père Foulques fondent l'abbaye cistercienne du Breuil-Benoît sous les patronages de Notre-Dame et de saint Jean-Baptiste.
Après les Marcilly, viennent les familles Estouteville, d'Alègre, du Fay, de Dyel. Antoine du Bosc fut le dernier seigneur du village.
En 1140, des moines détachés de l'abbaye du Breuil allèrent fonder l'abbaye de La Trappe.

## Politique et administration
| Période                                  | Période  | Identité               | Étiquette | Qualité  |
| ---------------------------------------- | -------- | ---------------------- | --------- | -------- |
| mars 2001                                | 2006     | Jean-Pierre Vanderdood |           |          |
| novembre 2006                            | 2008     | Claudie Provost        |           |          |
| mars 2008                                | En cours | Claude Royoux          | SE        | Retraité |
| Les données manquantes sont à compléter. |          |                        |           |          |

## Démographie
L'évolution du nombre d'habitants est connue à travers les recensements de la population effectués dans la commune depuis 1793. Pour les communes de moins de 10 000 habitants, une enquête de recensement portant sur toute la population est réalisée tous les cinq ans, les populations de référence des années intermédiaires étant quant à elles estimées par interpolation ou extrapolation. Pour la commune, le premier recensement exhaustif entrant dans le cadre du nouveau dispositif a été réalisé en 2005.

En 2022, la commune comptait 1 611 habitants, en évolution de +2,29 % par rapport à 2016 (Eure : −0,25 %, France hors Mayotte : +2,11 %).
| 1793 | 1800 | 1806 | 1821 | 1831 | 1836 | 1841 | 1846 | 1851 |
| ---- | ---- | ---- | ---- | ---- | ---- | ---- | ---- | ---- |
| 800  | 775  | 822  | 770  | 796  | 811  | 767  | 763  | 713  |

| 1856 | 1861 | 1866 | 1872 | 1876 | 1881 | 1886 | 1891 | 1896 |
| ---- | ---- | ---- | ---- | ---- | ---- | ---- | ---- | ---- |
| 660  | 678  | 701  | 673  | 630  | 604  | 629  | 626  | 624  |

| 1901 | 1906 | 1911 | 1921 | 1926 | 1931 | 1936 | 1946 | 1954 |
| ---- | ---- | ---- | ---- | ---- | ---- | ---- | ---- | ---- |
| 564  | 563  | 545  | 524  | 536  | 572  | 557  | 612  | 639  |

| 1962 | 1968 | 1975 | 1982 | 1990  | 1999  | 2005  | 2006  | 2010  |
| ---- | ---- | ---- | ---- | ----- | ----- | ----- | ----- | ----- |
| 624  | 565  | 688  | 692  | 1 244 | 1 229 | 1 425 | 1 427 | 1 556 |

| 2015  | 2020  | 2022  | - | - | - | - | - | - |
| ----- | ----- | ----- | - | - | - | - | - | - |
| 1 566 | 1 594 | 1 611 | - | - | - | - | - | - |

## Culture locale et patrimoine

### Lieux et monuments
Marcilly-sur-Eure comporte plusieurs monuments à découvrir : 
- L'abbaye du Breuil-Benoît (ancienne), dont l'église abbatiale  du XIIe siècle est classée au titre des monuments historiques par arrêté du 17 décembre 1993[29].
- Le château du Breuil-Benoît, situé au sein du domaine primitif de l'abbaye dont il constituait le manoir.
- L'église Saint-Pierre des XVIIe et XVIIIe siècles, en crépi, les contreforts de la tour du clocher sont plus anciens.
- Le château de Brazais.
- Le château de la Mésangère.
- L'ancien moulin.
- L'ancienne gare, par laquelle passe de nos jours la voie verte de la vallée de l'Eure.

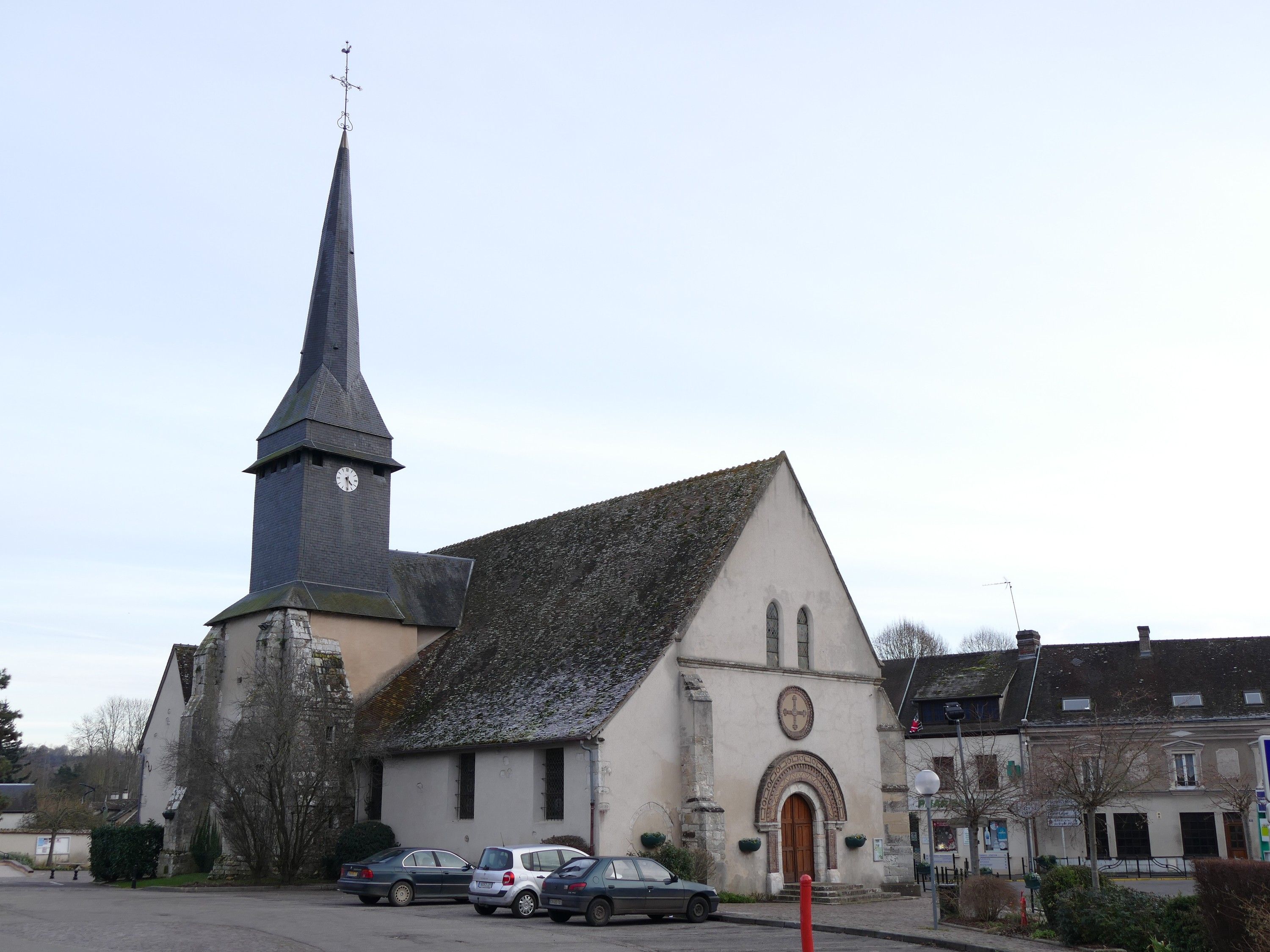
L'église Saint-Pierre.
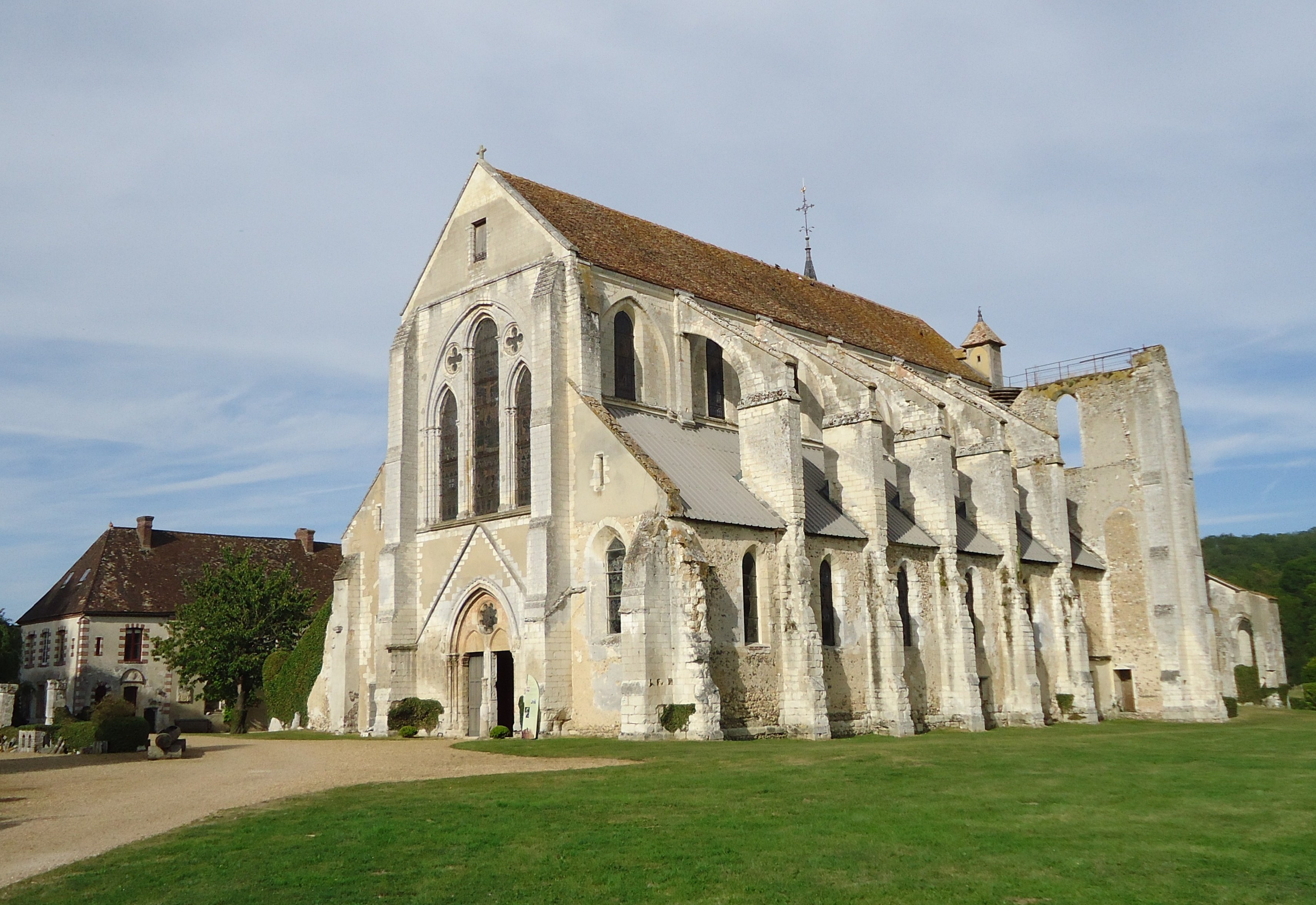
L'église abbatiale du Breuil-Benoît.
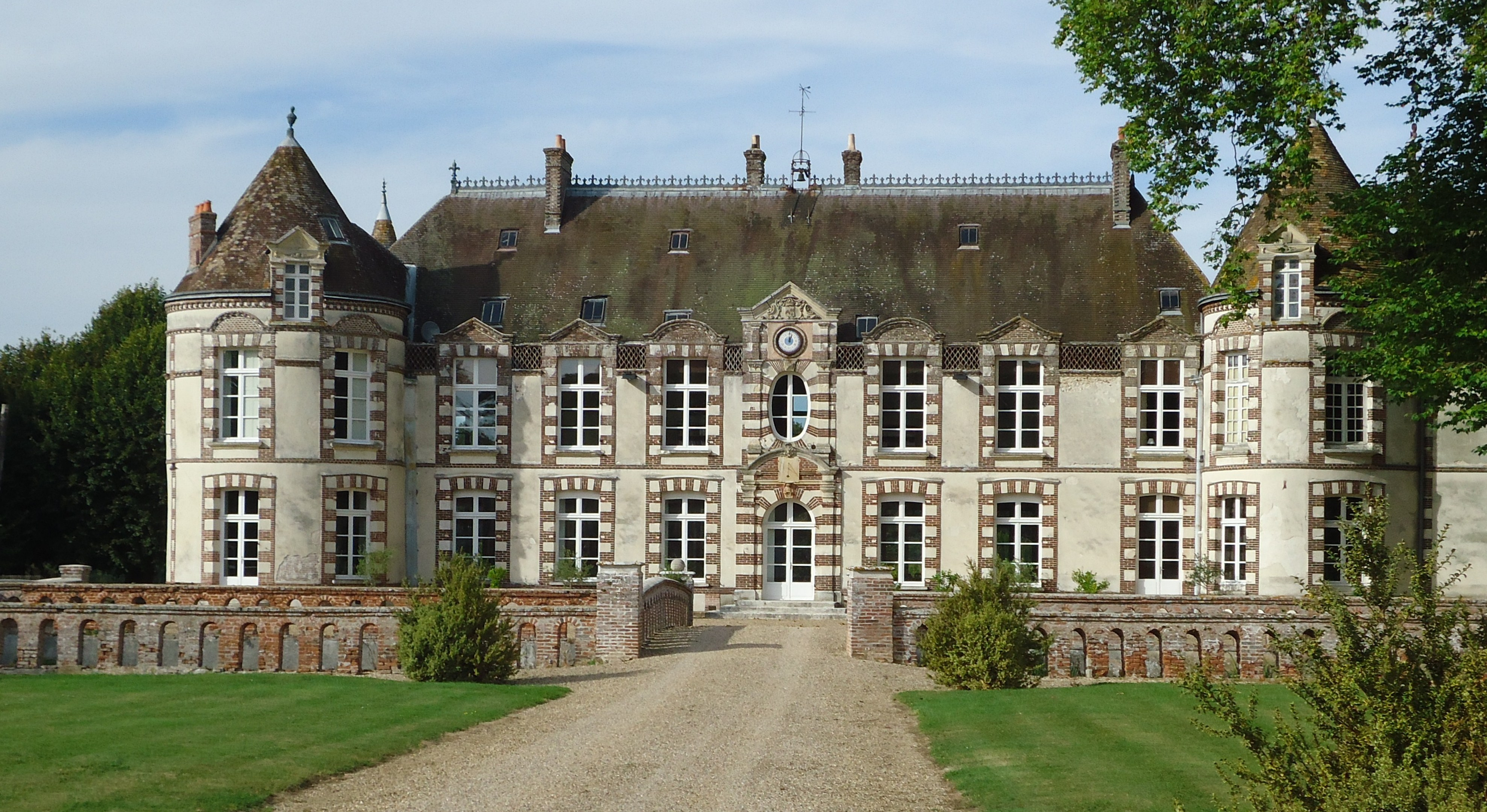
Le château du Breuil-Benoît.
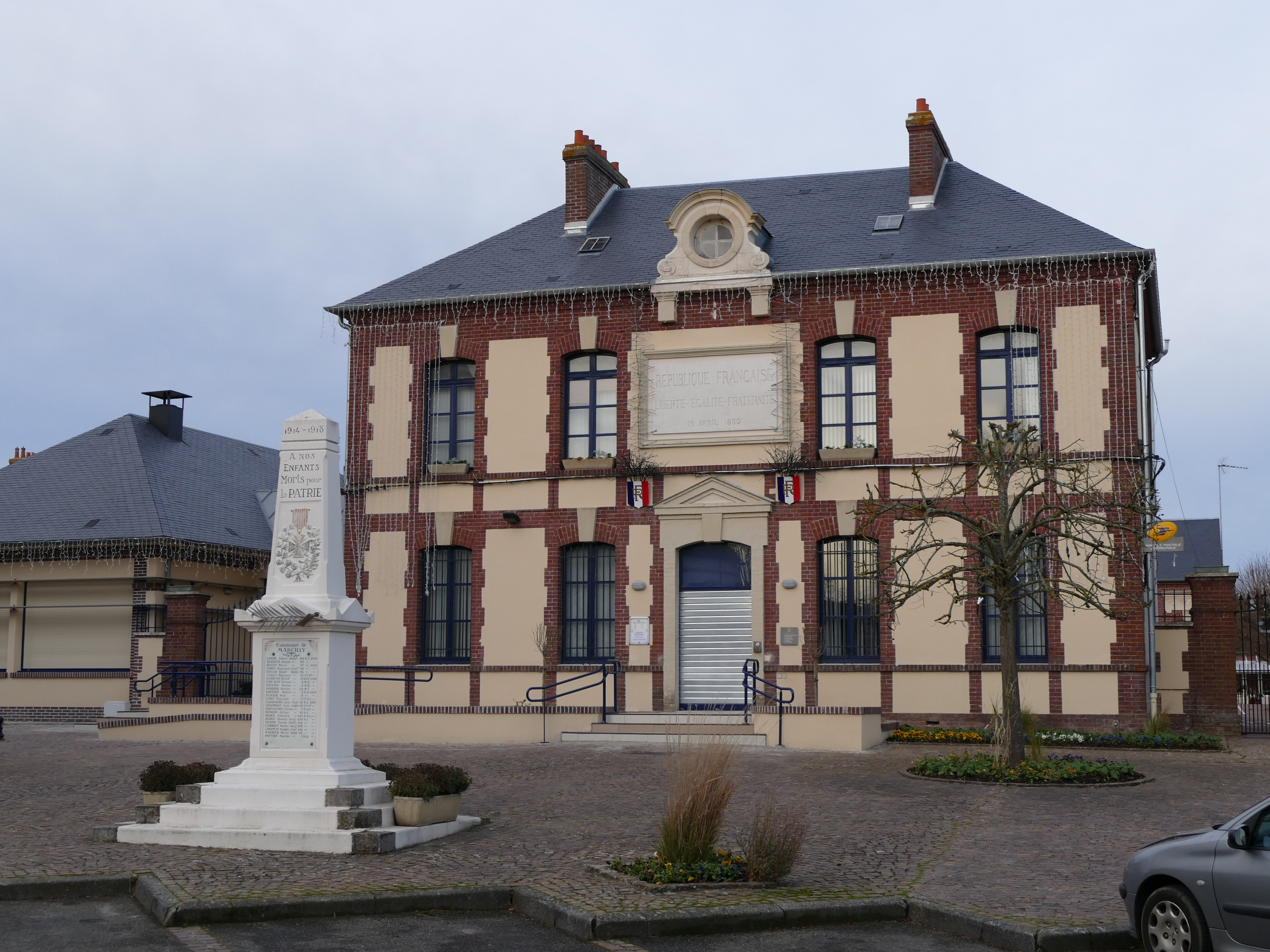
La mairie et le monument aux morts.

### Patrimoine naturel

#### Site classé
- Le site de l'abbaye de Breuil-Benoît,  Site classé (1975)[30].

### Personnalités liées à la commune
- Gérard Garouste, peintre contemporain né en 1946, vit et travaille à Marcilly-sur-Eure depuis 1979.

### Héraldique
| Blason de Marcilly-sur-Eure | Blason  | D’argent au chevron de gueules accompagné en chef d’une grappe de raisin et d’une roue de moulin le tout au naturel, en pointe d’une gabare de tenné à coque arrondie et bardage clouté de sable, gréé haubané au trait sans voile, le mat terminé par un crosseron d’or chargeant le chevron ; au comble de gueules chargé de deux léopards affrontés d’or armés et lampassés d’azur |
| Blason de Marcilly-sur-Eure | Détails | Les deux léopards d'or sur champ de gueules rappellent les armes de la Normandie. Création Denis Joulain adoptée par délibération municipale du 18 mars 2018. Le 10 septembre 2010, le conseil municipal avait décidé très officiellement « de ne pas donner suite au blason de Marcilly présenté par monsieur Rensonnet ».                                                           |